# سفارة أوكرانيا في إيطاليا
سفارة أوكرانيا في إيطاليا هي أرفع تمثيل دبلوماسي لدولة أوكرانيا لدى إيطاليا. تقع السفارة في روما وهي تهدف لتعزيز المصالح الأوكرانية في إيطاليا.

## وصلات خارجية
- الموقع الرسمي
- قائمة سفارات أوكرانيا
- قائمة السفارات في إيطاليا